# Weißenstadt
Weißenstadt è un comune tedesco di 3 434 abitanti, situato nel land della Baviera.